# Rawatbhata
Rawatbhata là một thành phố và khu đô thị của quận Chittaurgarh thuộc bang Rajasthan, Ấn Độ.

## Địa lý
Rawatbhata có vị trí 24°56′B 75°35′Đ / 24,93°B 75,58°Đ Nó có độ cao trung bình là 325 mét (1066 feet).

## Nhân khẩu
Theo điều tra dân số năm 2001 của Ấn Độ, Rawatbhata có dân số 34.677 người. Phái nam chiếm 53% tổng số dân và phái nữ chiếm 47%. Rawatbhata có tỷ lệ 72% biết đọc biết viết, cao hơn tỷ lệ trung bình toàn quốc là 59,5%: tỷ lệ cho phái nam là 79%, và tỷ lệ cho phái nữ là 65%. Tại Rawatbhata, 14% dân số nhỏ hơn 6 tuổi.